# آبه ماساتو
آبه ماساتو (به ژاپنی: 阿部正外 Abe Masatō)؛ ۱۵ فوریهٔ ۱۸۲۸ – ۲۰ آوریل ۱۸۸۷) روجو در دوره باکوماتسو، شوگون‌سالاری ادو اهل ژاپن بود.